# Stegring
Stegring är ett stilmedel. Det används för att understryka vikten av någonting genom att upprepa sig och hela tiden lägga mer och mer styrka i uttrycket. Se även klimax.
Exempel:
- Du är fin, du är otroligt vacker, du är den vackraste...
- Bra, bättre, bäst
- Dålig, sämre, sämst